# صیدکران
صیدکران (به لاتین: Seydəkəran یا Seyidəkəran) یک منطقهٔ مسکونی در جمهوری آذربایجان است که در شهرستان لنکران واقع شده‌است. صیدکران ۱٬۰۲۶ نفر جمعیت دارد.

## ریشه واژه
برای صیدکران دو معنی در نظر گرفته شده است. نخست دو واژه تالشی/فارسی صید و کران به معنی روستای صید ماهی و دوم سید و کران به معنی روستای سیدها که در فارسی سیدمحله و یا شیخ محله گفته می‌شود.